# Віртуальна організація
Віртуальна організація – це організація, яка включає в себе окремі і розповсюджувані об’єкти (від співробітників до цілих підприємств) і потребує інформаційних технологій для підтримки своєї роботи і спілкування. Віртуальні організації не представляють собою атрибут фірми, але можуть розглядатися як інша організаційна форма.
На жаль, досить важко знайти точне і фіксоване визначення таких фундаментальних понять, як віртуальна організація або віртуальна компанія. Термін віртуальна організація виник із фрази «Віртуальна реальність», ціллю якого є виглядати як реальність, використовуючи електронні звуки і зображення. Термін віртуальна організація мається на увазі нові та інноваційні відношення між організаціями і окремими особами. Технології і глобалізація підтримують цей тип організації.
Віртуальний може бути визначений як «фізично не існує як такого, але зроблений програмним забезпеченням, щоб здаватися, що зроблений так» іншими словами «нереальний, але виглядає реальним». Це визначення чітко описує ведучий принцип цієї нетрадиційної організації, яка тримається в формі реальної (звичайної) корпорації ззовні, але фактично не існує фізично і має на увазі повністю цифровий процес, заснований на незалежних вебпартнерах. Таким чином, віртуальні організації зосереджені на технології і позиціонують фізичну присутність у фоновому режимі. Віртуальні організації володіють обмеженими фізичними ресурсами, оскільки цінність додається через (мобільні) знання, а не (нерухоме) обладнання.
Віртуальні організації потребують асоціацій, федерацій, відносин, угод і альянсних відносин, оскільки вони по суті являють собою мережі партнерських об'єднань з розподіленими організаційними структурами або самоврядними корпораціями.

## Поява і еволюція
Неможливо точно стверджувати час появи поняття віртуальних організацій. Ця концепція не народилася в один день і не була задумана якою не будь окремою людиною, а пов'язана з декількома факторами, включаючи суспільство, яке швидко міняється і розвивається, а також розвиток інформаційних і комунікаційних технологій.

### 1980-і
Поява аутсорсингу в 80-і роки зіграла важливу роль, оскільки його метою є викорінення непродуктивних внутрішніх послуг і передача труднощів за межі організації. Аутсорсинг обов'язково має на увазі партнерство, оскільки компанії вдаються до інших установ. Таким чином, цей метод висвітлив необхідність альянсів і мереж в бізнесі і викликав великий інтерес для нових дисциплін. Дійсно, цей процес кардинально змінив підхід організацій до партнерства і підвищив їх обізнаність про переваги, які можуть запропонувати інтелектуальні альянси. Хоча до початку 1980-х років ця надзвичайно бюрократична організаційна домовленість (що включає складні, комплексні і повільні процеси прийняття рішень) вважалася адекватною для управління величезною кількістю співробітників.

### 1990-і
Терміни віртуальна організація, віртуальне підприємство або віртуальна корпорація були вперше використані на початку 1990-х років, щоб продемонструвати роботу Яна Хоплена, Роджера М. Нагель, Вільяма Х. Давидова і Мелоуна. У наведеній нижче таблиці ми можемо більш конкретно зрозуміти їх слабо відмінні теорії:
| Ян Хопланд                   | Роджер Н. Нагель | Вільгельм Х. Давидов і Мелоун                                                                                             |                                                                                   |
| ---------------------------- | --- | --- | --------------------------------------------------------------------------------- |
| Посада                       | Корпорация Digital Equipment Corp. | Експерт з управління | Автори The Virtual Corporation                                                    |
| Опис віртуальних організацій | Компанія, яка знає, як використовувати партнерські відносини як всередині, так і за межами своїх кордонів, щоб мобілізувати більше активів, ніж зараз, в поодинці. | Скористайтеся перевагами відкриття ринку завдяки технології, яка дозволяє підприємствам створювати тимчасові партнерства. | Широкий і всеосяжний термін, що включає численні ідеї управління і модні терміни. |

### Наші дні
Як згадувалося раніше, ще не існує універсального визначення терміна «віртуальна організація». Незважаючи на те, що ця концепція почала розвиватися дуже давно, вона все ще прогресує в наші дні. Нижче ми розглянемо модель інноваційної віртуальної організації, яка орієнтується на швидкому й ефективному створенні першокласних продуктів (з використанням кожної компетенції основного партнера).

## Необхідна технологія
Віртуальні організації підтримуються такими основними технологіями, як Інтернет і World Wide Web, EDI, телекомунікації, електронна пошта, групове ПО і відеоконференції.

### Технології управління знаннями
Технології управління знаннями, що допомагають віртуальним організаціям, включають:
- Спільні технології
- Розширювана мова розмітки (XML)
- Інтранет і екстранет
- Персональні пристрої
- Бездротові технології
- Віртуальна реальність (VR)
- Портали

### EDI
EDI може являти собою корисний інструмент для віртуальних організацій, оскільки він передає інформацію (в адекватній формі, яку комп'ютер може використовувати безпосередньо) з комп'ютера на іншу і не вимагає втручання будь-якої особи. EDI може бути корисний для віртуальних організацій різними способами, оскільки обмін інформацією між партнерами полегшується і більш ефективний, ніж при неелектронному перенесенні: поліпшується управління запасами і продуктивність доставки, зменшується кількість часу і усувається той факт, що необхідні дані вводяться тільки один раз, а також підвищення швидкості і точності процесів. Однак використання EDI не є оптимальним вибором для сприяння комунікації у віртуальній організації, оскільки в цій системі відсутня гнучкість, необхідна для швидкої реакції.

### Groupware
Віртуальні організації можуть підтримуватися системами групової роботи, оскільки вони надають спільне ядро інформації партнерам і платформу для спільної роботи незалежно від фізичного стану співробітників. Таким чином, системи групової роботи можуть допомогти співробітникам відстежувати темпи прогресу в роботі, що виконується таким чином, щоб вони могли співпрацювати в проекті, не турбуючись про географічні бар'єри. Однак, подібно до EDI, групове ПЗ не є ідеальним рішенням для сприяння комунікації у віртуальній організації, оскільки воно не дасть організації можливість швидко сформувати альянс, щоб відповідати ринковим можливостям, хоча і пропонує більшу гнучкість, ніж EDI.

### World Wide Web (WWW)
Багато віртуальних фірм вибрали інтернет-WWW для підтримки організаційної комунікації, оскільки вона являє собою практичну альтернативу гнучкості EDI і групової роботи. Незважаючи на те, що спілкування з партнерами віртуальних організацій не було вихідної метою WWW, воно все ж вигідно відноситься до цієї категорії організацій. Мережа дозволяє всім співробітникам (навіть ізольованим) ділитися своїми думками і кожною частиною будь-якої взаємної місії, оскільки вона сформована як свого роду збір даних про знання людей.

## Переваги

### Для організації
- Конкурентна перевага
- Як спосіб проведення інтеграції ланцюжка поставок або об'єднання процесів злиття і поглинання між двома компаніями
- Набір здібностей і знань
- Гнучкість, динамічність і більш оперативне реагування: віртуальні організації, також звані «безмежна організація», не мають на увазі тимчасових або географічних перешкод
- Низькі початкові витрати
- Продуктивність: впровадження віртуальної організації має на увазі збільшення продуктивності на 30-50%
- Менше витрат, більше прибутку: віртуальна організація економить величезні гроші, оскільки вони не вимагають інвестицій в нерухомість, трудові витрати нижчі, а кількість помилок менша

### Для працівників
- Більше незалежності: люди можуть працювати, коли їм потрібно, і вирішувати, яким чином
- Зменшення стресу: відсутність тиску на робочому місці і, як наслідок, поліпшення особистого і сімейного життя
- Менше витрачених грошей: зменшення споживання газу або грошей, витрачених на громадський транспорт

### Для суспільства
- Екологічний ефект: менше забруднень
- Розширення робочої зони: можливість ефективно працювати в сільській місцевості

## Питання і проблеми які зустрічаються
Незважаючи на надані переваги, знайомим зі звичайною робочою групою може бути досить складно керувати віртуальною організацією. Таким чином, великі ризики передаються із завданням працювати фактично, оскільки ця нова організаційна структура має на увазі кілька проблем. Деякі люди помилково вважають, що проблеми виникають тільки через управління технологіями, але ми не повинні забувати про важливість людей. Ясно, що інформаційні технології пропонують ефективну і в значній мірі корисну платформу, але ми не повинні нехтувати необхідністю, особливо в віртуальній організації, навичок і способів взаємодії людей.

### Зв’язок
Комунікація є вирішальним фактором у віртуальній організації, оскільки вона відповідає за її ефективність і навіть за її виживання. Віртуальні організації мають на увазі різних автономних і міжнародних працівників, які також пов'язані з такими проблемами, як різні часові пояси і мовні бар'єри. Співпраця між партнерами також може бути досить складним, оскільки цей тип організації означає лише невелика кількість особового спілкування. Таким чином, в віртуальних організаціях спостерігається недолік безлічі комунікаційних підходів.

### Культура
Культура є істотним елементом будь-якої організації будь-якого типу. Проте, віртуальні організації повинні бути ще більш пильними щодо цього поняття, оскільки вони мають на увазі спільне керівництво командою, що складається з самодостатніх робочих з усього світу. Віртуальні організації повинні знайти спосіб подолати культурні відмінності, в яких використовуються різні підходи до роботи (наприклад, час і терміни) і життя (наприклад, пунктуальність), іншими словами, відмінні філософії. Таким чином, віртуальна організація повинна враховувати відмінності в команді.

### Міжособистісні стосунки
Для успішного управління практично необхідна цінна комунікація та співробітництво між працівниками. Сприйняття між партнерами може бути вельми несхожим і може привести до конфліктів, пов'язаних з управлінням віртуальної організацією. Таким чином, більш ніж необхідно, щоб партнери будували міцні відносини, незважаючи на дистанційні перешкоди. Довіра також є вирішальним питанням, так як спільне лідерство серед співробітників, означає втрату контролю над деякими функціями, покладеними на інших партнерів.

### Технологічні проблеми
Віртуальні організації повністю залежать від технології, оскільки вони повністю засновані на Інтернеті. Для осіб, які беруть участь у партнерстві, більш ніж необхідно мати аналогічні технологічні інструменти від своїх партнерів. Питання сумісності, що виникають через апаратне і програмне забезпечення, наприклад операційну систему, а також програмне забезпечення певного комп'ютера, можуть порушити ефективність віртуальної організації. Наприклад, виникнення проблем з несумісністю (трудність в інтеграції інформації, створеної з використанням несхожих інструментів) щодо апаратного або програмного забезпечення суттєво вплине на процес і продуктивність віртуальних організацій, оскільки вони залежать від цих інструментів. Інститут, підтримувати і поширювати певні загальні знання між партнерами є однією з основних проблем управління віртуальними організаціями. Захист і захист даних також є серйозною проблемою, оскільки вся інформація, що стосується віртуальних організацій, передається і збирається в цифровому вигляді. Безперервний контроль і оцінка використовуваної технології повинні здійснюватися віртуальними організаціями, щоб запобігти старіння і втрати можливостей.

### Економічні проблеми
Віртуальна організація вимагає значних витрат. Між установкою і вартістю обладнання та експлуатаційними витратами, рахунок може стати досить крутим дуже швидко. Це також є проблемою для вимірювання, оцінки та відстеження роботи, що виконується в різних відділах віртуальної інфраструктури. Це може привести до того, що партнери упустять крайні терміни, необхідність переробити і, таким чином, втрата ефективності і прибутку.

## Приклади віртуальних організацій

### Приватний сектор
- Hollywood [1]
- British Telecom
- Reuters Holdings
- Aventis
- Ц [Архівовано 19 вересня 2016 у Wayback Machine.]ентр культури і глобальних навчань

### Державний сектор
- Міністерство сільського господарства США (USDA) Національний центр даних по рослинах
- Міністерство енергетики Сполучених Штатів (Центр комплексної підтримки Управління науки)[2]
- Emics and OphSmart [3]